# جورج إيبرهارت
فريدريش جورج إيبرهاردت (15 يناير 1892 - 9 سبتمبر 1964) جنرال ألماني قاد الفرق التالية خلال الحرب العالمية الثانية. فرقة المشاة الستين، فرقة المشاة 38، فرقة الاحتياط 174، الفرقة الأمنية 286. تم إرساله أربع مرات إلى فوهررريزيرف.

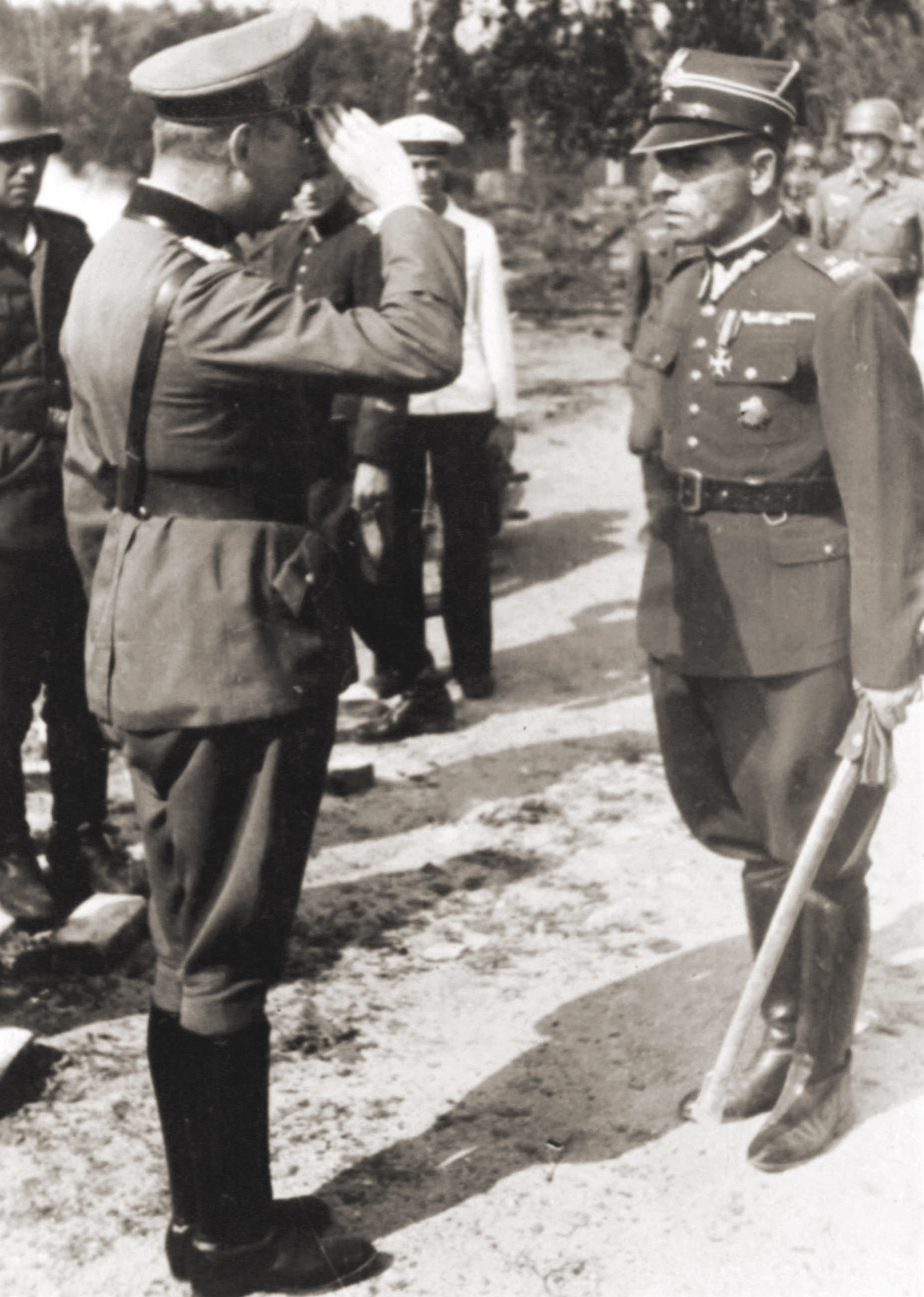
فريدريش جورج إيبرهاردت وهنريك سوتشارسكي ، ويستر بلات ، 1939

من ديسمبر 1944 على، وكان القاضي في محكمة الحرب الامبراطورية تحت رولاند فرايسلر.
حصل على وسام الفارس الصليبي الحديدي، وهو أعلى جائزة في القوات العسكرية وشبه العسكرية لألمانيا النازية خلال الحرب العالمية الثانية.
قاد القوات الألمانية في واحدة من المعارك الافتتاحية في الحرب العالمية الثانية، معركة ويستربلات.

## الجوائز
- سام الفارس الصليبي الحديدي في 31 ديسمبر 1941 بصفته جينيرال لوتنانت وقائد فرقة المشاة الستين [2]

### اقتباسات
1. 1 2  TracesOfWar | Friedrich-Georg Eberhardt، QID:Q98839586
2. ↑  Fellgiebel 2000, p. 141.

### قائمة المراجع
- Fellgiebel, Walther-Peer (2000) [1986]. Die Träger des Ritterkreuzes des Eisernen Kreuzes 1939–1945 — Die Inhaber der höchsten Auszeichnung des Zweiten Weltkrieges aller Wehrmachtteile [The Bearers of the Knight's Cross of the Iron Cross 1939–1945 — The Owners of the Highest Award of the Second World War of all Wehrmacht Branches] (بالألمانية). Friedberg, Germany: Podzun-Pallas. ISBN:978-3-7909-0284-6.
- Gruner، Wolf؛ Osterloh، Jörg (2015). The Greater German Reich and the Jews: Nazi Persecution Policies in the Annexed Territories 1935-1945. Berghahn Books. ISBN:978-1-78238-444-1. مؤرشف من الأصل في 2020-03-28.
- Mitcham، Samuel W. (2008). The Rise of the Wehrmacht. ABC-CLIO. ج. 1. ISBN:978-0-275-99641-3. مؤرشف من الأصل في 2020-03-28.
- Scherzer, Veit (2007). Die Ritterkreuzträger 1939–1945 Die Inhaber des Ritterkreuzes des Eisernen Kreuzes 1939 von Heer, Luftwaffe, Kriegsmarine, Waffen-SS, Volkssturm sowie mit Deutschland verbündeter Streitkräfte nach den Unterlagen des Bundesarchives [The Knight's Cross Bearers 1939–1945 The Holders of the Knight's Cross of the Iron Cross 1939 by Army, Air Force, Navy, Waffen-SS, Volkssturm and Allied Forces with Germany According to the Documents of the Federal Archives] (بالألمانية). Jena, Germany: Scherzers Militaer-Verlag. ISBN:978-3-938845-17-2.

| مناصب عسكرية    | مناصب عسكرية                | مناصب عسكرية    |
| --------------- | --------------------------- | --------------- |
| سبقه {{{سبقه}}} | {{{العنوان}}} {{{الأعوام}}} | تبعه {{{تبعه}}} |
| سبقه {{{سبقه}}} | {{{العنوان}}} {{{الأعوام}}} | تبعه {{{تبعه}}} |
| سبقه {{{سبقه}}} | {{{العنوان}}} {{{الأعوام}}} | تبعه {{{تبعه}}} |
| سبقه {{{سبقه}}} | {{{العنوان}}} {{{الأعوام}}} | تبعه {{{تبعه}}} |